# Sebastiaankerk (Warffum)
De Sebastiaankerk in de Groningse plaats Warffum dateert uit de elfde of twaalfde eeuw, al is daarvan door latere verbouwingen nauwelijks meer iets te zien.
Bij de kerk, die is gelegen op een wierde, behoorde een Johannieter klooster (commanderij), dat na de reformatie is afgebroken. Deze van tufsteen gebouwde romaanse kerk is in de loop der tijd ingrijpend veranderd. Het romaanse karakter is nauwelijks nog te herkennen. In de 16e eeuw werd de kerk vergroot door de aanbouw van een koor en in de 19e eeuw werden de kerkmuren verhoogd. De oorspronkelijke stenen zijn in 1895 bedekt met een pleisterlaag en de romaanse vensters zijn vervangen door grote spitsboogvensters. Door alle aangebrachte wijzigingen heeft de kerk een neogotische uitstraling gekregen.
Ook de toren dateert uit een latere periode en is in 1638 gebouwd, zoals blijkt uit de eerste steen die in dat jaar werd gelegd door jonckheer Feio Sickinghe (1610-1666), heer van de Warffumborg. In 1971 werd de toren weer van de aangebrachte pleisterlaag ontdaan. De voorganger van deze toren was een losstaande toren ten zuidoosten van de kerk, die staat afgebeeld op de kaart uit 1683 van de Warffumer schoolmeester Pieter Geerdts.
Er zijn twee luidklokken, waarvan een gemaakt door de klokkengieterij van Carolus Spronneaux & Hugo Veri uit 1686, met een diameter van 115 cm. De andere is van veel later datum.
Het kerkorgel uit 1812 is van de orgelbouwer Heinrich Hermann Freytag en werd na diens dood voltooid door zijn meesterknecht Johannes Wilhelmus Timpe. Een restauratie vond plaats in 1987 door de Gebroeders Reil te Heerde. De meest recente restauratie was in 2020-2023.

## Kerkhof
Op het kerkhof rond de kerk werd in 1535 een groep wederdopers ingesloten. Een aantal van hen werd ter plekke om het leven gebracht. Hun aanvoerder, Jacob Kremer, werd in Groningen terechtgesteld.

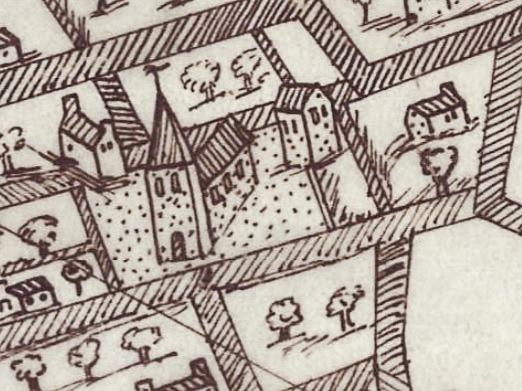
De kerk van Warffum op de kaart van schoolmeester Geerdts uit 1683 met rechtsachter de oude losstaande toren.
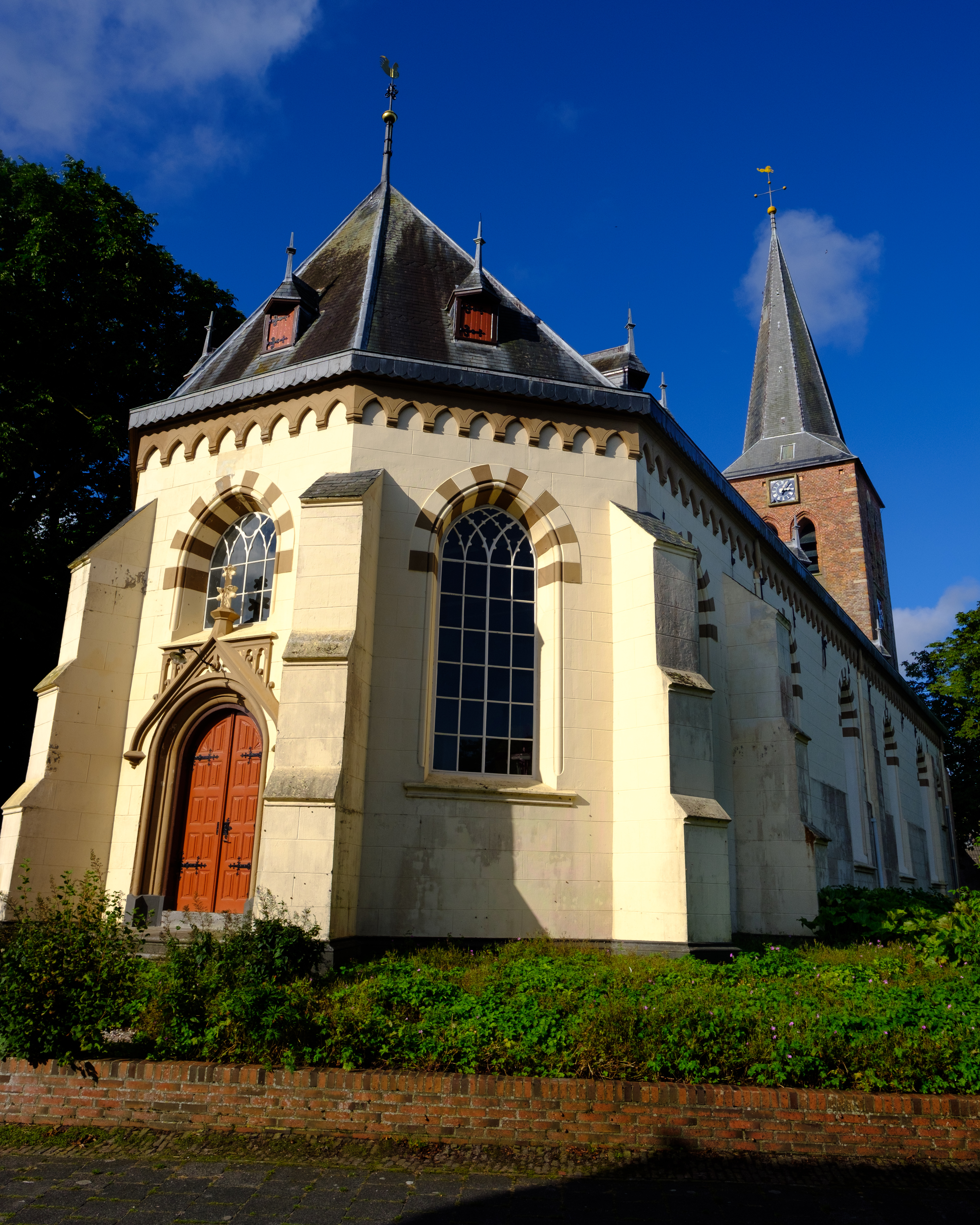
Achterzijde van de kerk
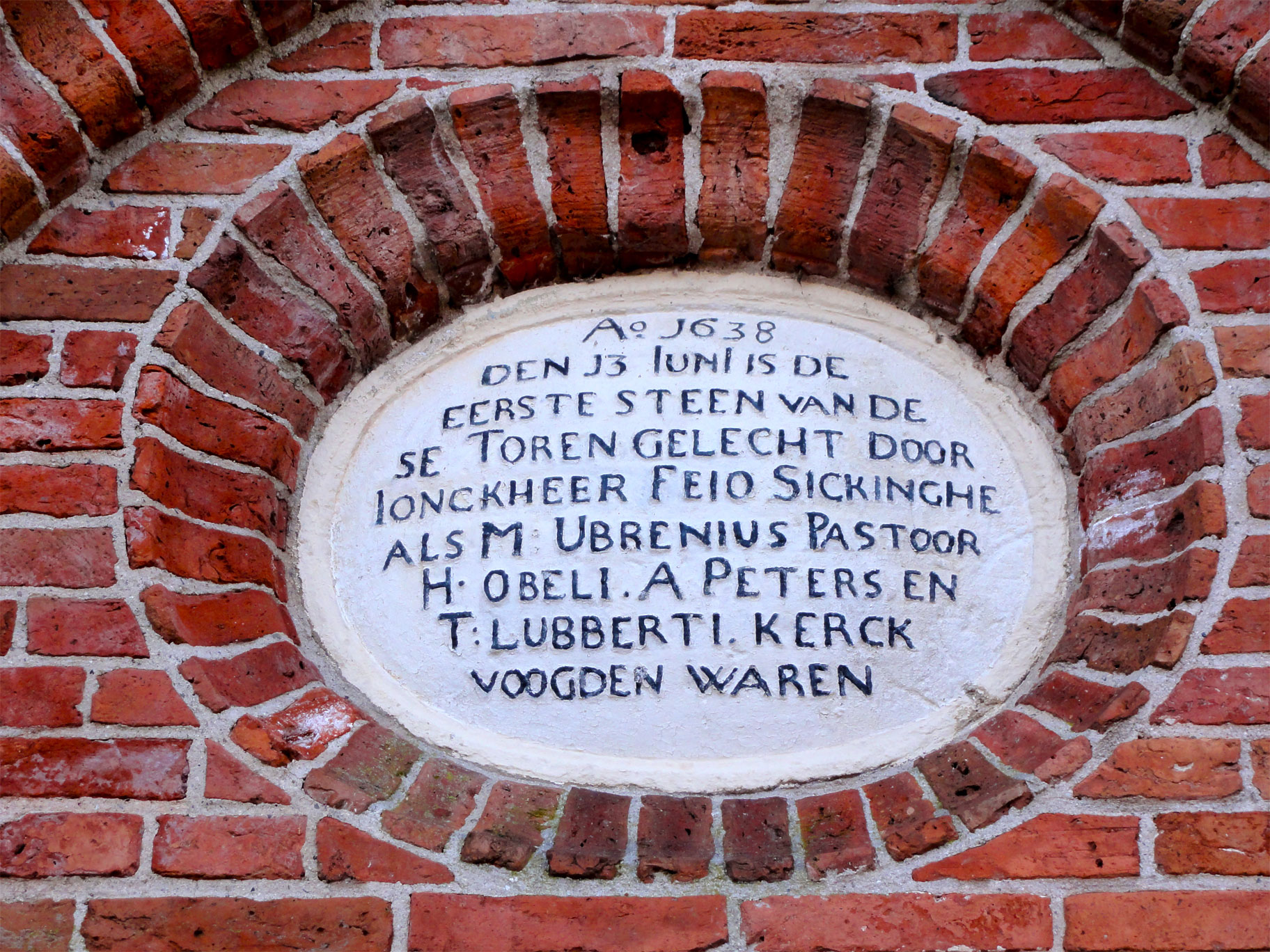
Stichtingssteen toren, gelegd door jhr. Feio Sickinghe in 1638
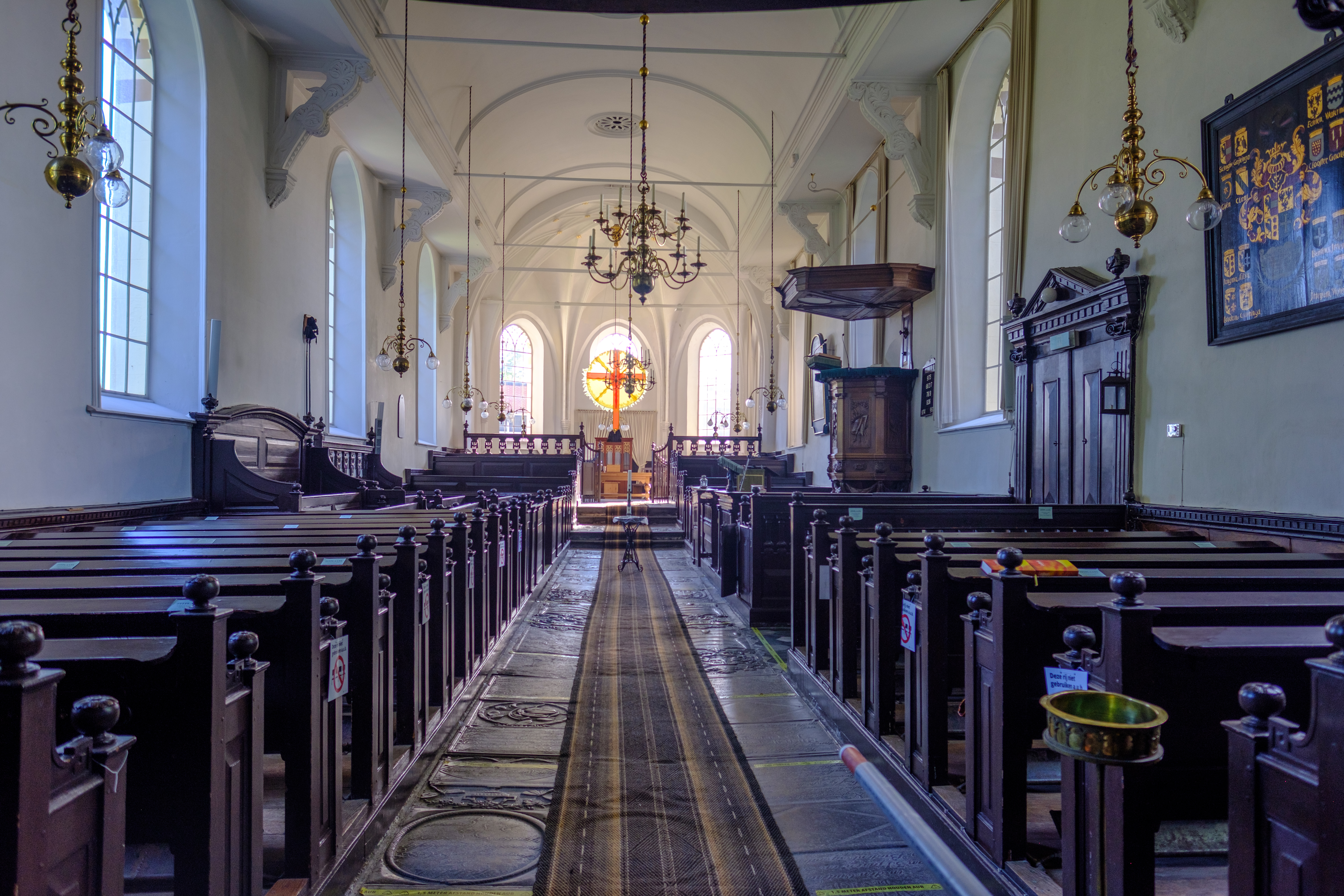
Interieur
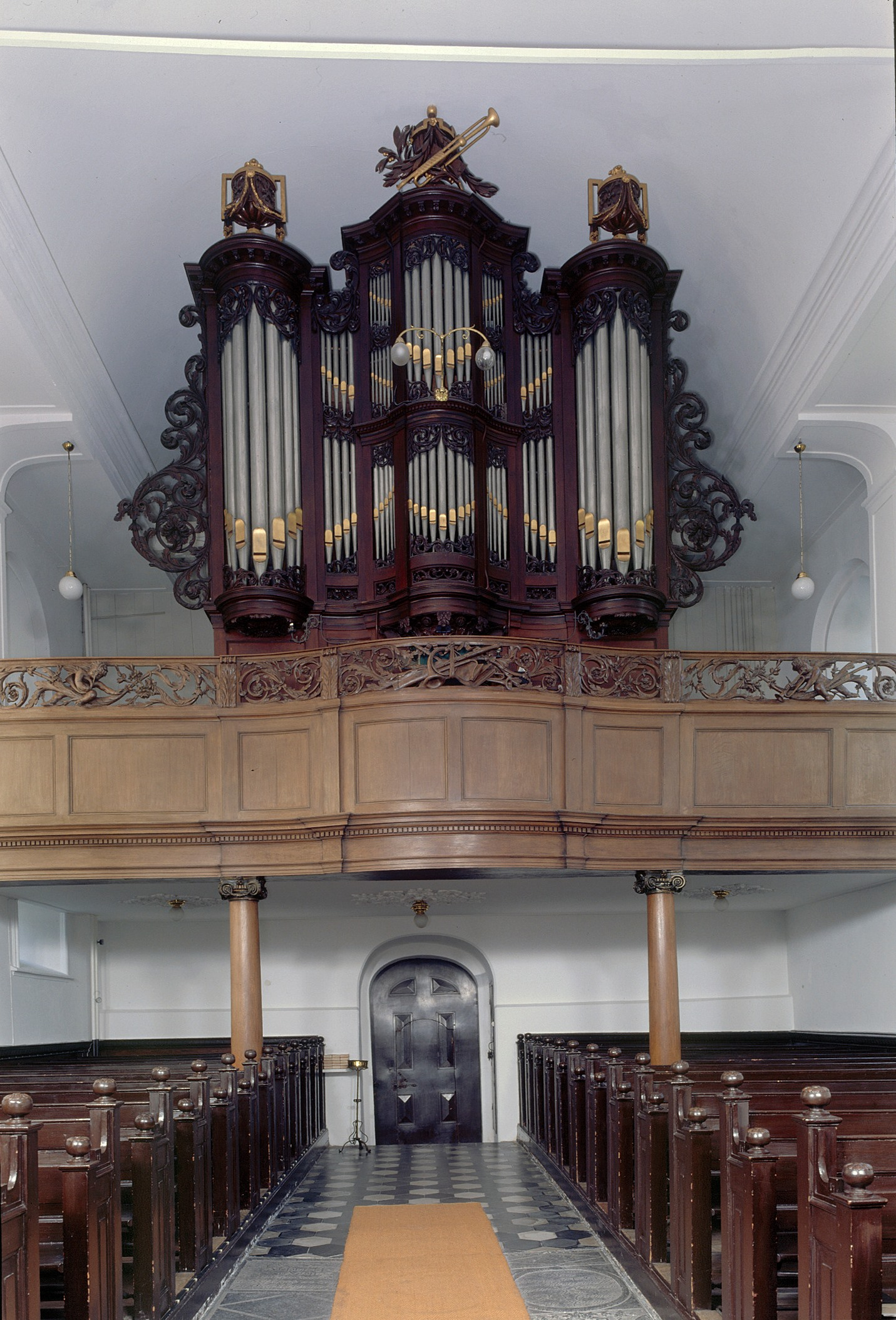
Orgel (1812)
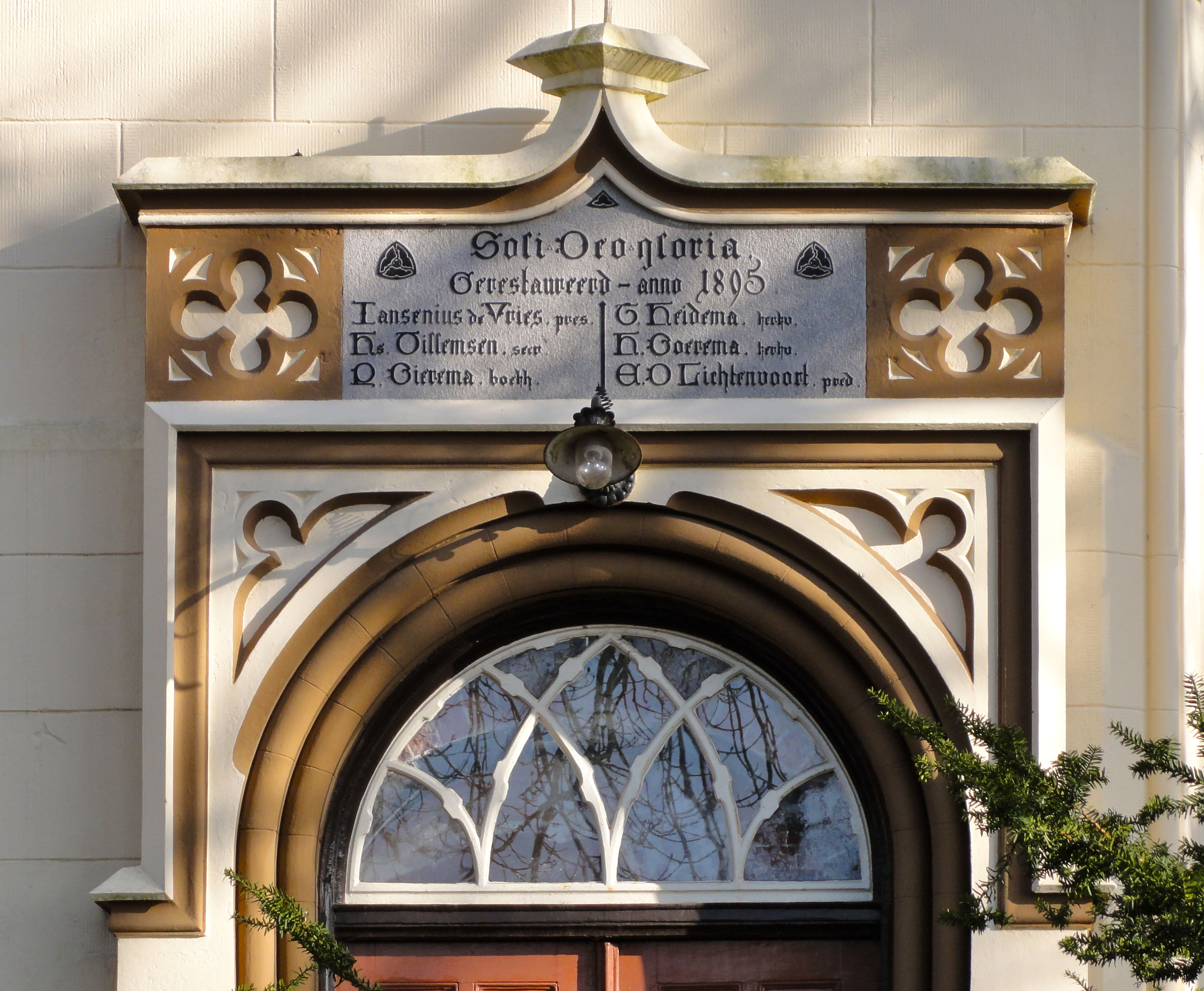
Steen ter herinnering aan de renovatie van 1895